# Trapezuntské císařství
Trapezuntské císařství (řecky Αυτοκρατορία της Τραπεζούντας) bylo nástupnickým státem Byzantské říše v oblasti maloasijského kraje Pontos. Vzniklo v důsledku pádu Konstantinopole během čtvrté křížové výpravy v roce 1204. Trapezunt v pozdějších dobách vedl úspěšné obchodní styky s Janovany a Benátčany, kteří získali po završení čtvrté křížové výpravy mnoho opěrných bodů v Černomoří, a do bojů o znovuzískání Konstantinopole se příliš nezapojil. Jeho vládci se spíše zajímali o obchod a později též o rozvíjející se řemeslnou výrobu. Postupem času se tento stát podobal některým italským republikám, avšak na konci 14. století a zejména po rozpadu Tamerlánovy říše začal ztrácet svou významnou obchodní pozici (zejména jako překladiště zboží na Hedvábné stezce), až byl nakonec pohlcen vzmáhající se Osmanskou říší. Trapezuntské císařství si udrželo samostatnost nejdéle ze všech řeckých států ve středověku.

## Historie

### Vznik

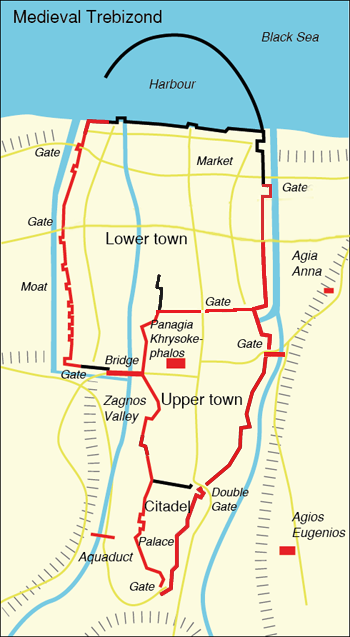
Město Trapezunt

Když byla roku 1204 Konstantinopol po čtvrté křížové výpravě dobyta, založil příslušník rodu Komnenovců, Alexios, nástupnický stát dočasně zaniklé byzantské říše v Trapezuntu a prohlásil se jeho císařem. Alexios byl vnukem byzantského císaře Andronika I., zavražděného roku 1185, a synem Manuela Komnena, který byl oslepen a na následky zmrzačení zřejmě zanedlouho zemřel. Jeho žena Rusudan (Alexiova matka) musela před pronásledováním ze strany Andronikova nástupce Izáka II. Angela uprchnout. Není přesně známo, zda Rusudan odplula do Gruzie, kde vládla královna Tamara, která pomohla Trapezunské císařství vybudovat, nebo do oblasti jižního Černomoří, odkud klan Komnenovců pocházel. Existují náznaky, že Komnenovci vytvořili polonezávislý stát okolo Trapezuntu již před rokem 1204.
Vládci Trapezuntu se sami nazývali „Velkými Komnenovci“ (Megas Komnenos) a užívali tradičního byzantského titulu „Císař a samovládce Římanů“. Po znovudobytí Konstantinopole Palaiology roku 1261 a obnovení Byzantské říše musela následovat otázka ohledně práva užívání tradičního císařského titulu. Po dosažení dohody s Byzancí v roce 1282 byl titul změněn na „Císař a samovládce celého východu, Iberů a zámořských provincií“ a v této podobě zůstal až do pádu říše v roce 1461.

### Rozkvět ve 13. století

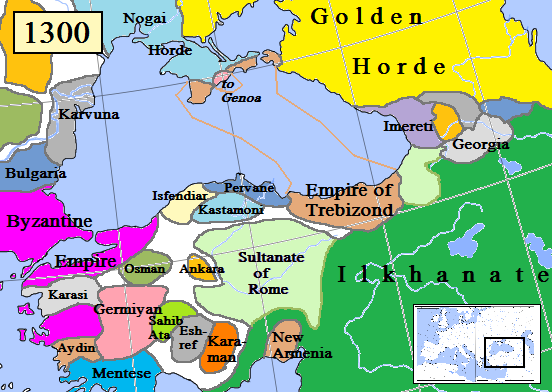
Trapezuntské císařství (růžová) a sousední státy v roce 1300

Trapezunt původně ovládal souvislý pás území na jižním pobřeží Černého moře mezi městy Soteriupolis a Sinope, kde se v současné době rozkládají turecké provincie Sinop, Ordu, Giresu, Trabzon, Bayburt, Gümüşhane, Rise a Artvin. Ve 13. století se součástí říše staly Chersonésos a Kerč na Krymu. Alexiův bratr David Komnenos rychle expandoval na západ, jako první opanoval Sinope, poté Paflagonii a Herakleiu Pontskou, až po hranice nikájského císařství, založeného Theodorem I. Laskaridem roku 1204. Území na západ od Sinope ovšem již roku 1206 padlo do rukou Nikájců a Sinope samotná byla dobyta Seldžuky v roce 1214.

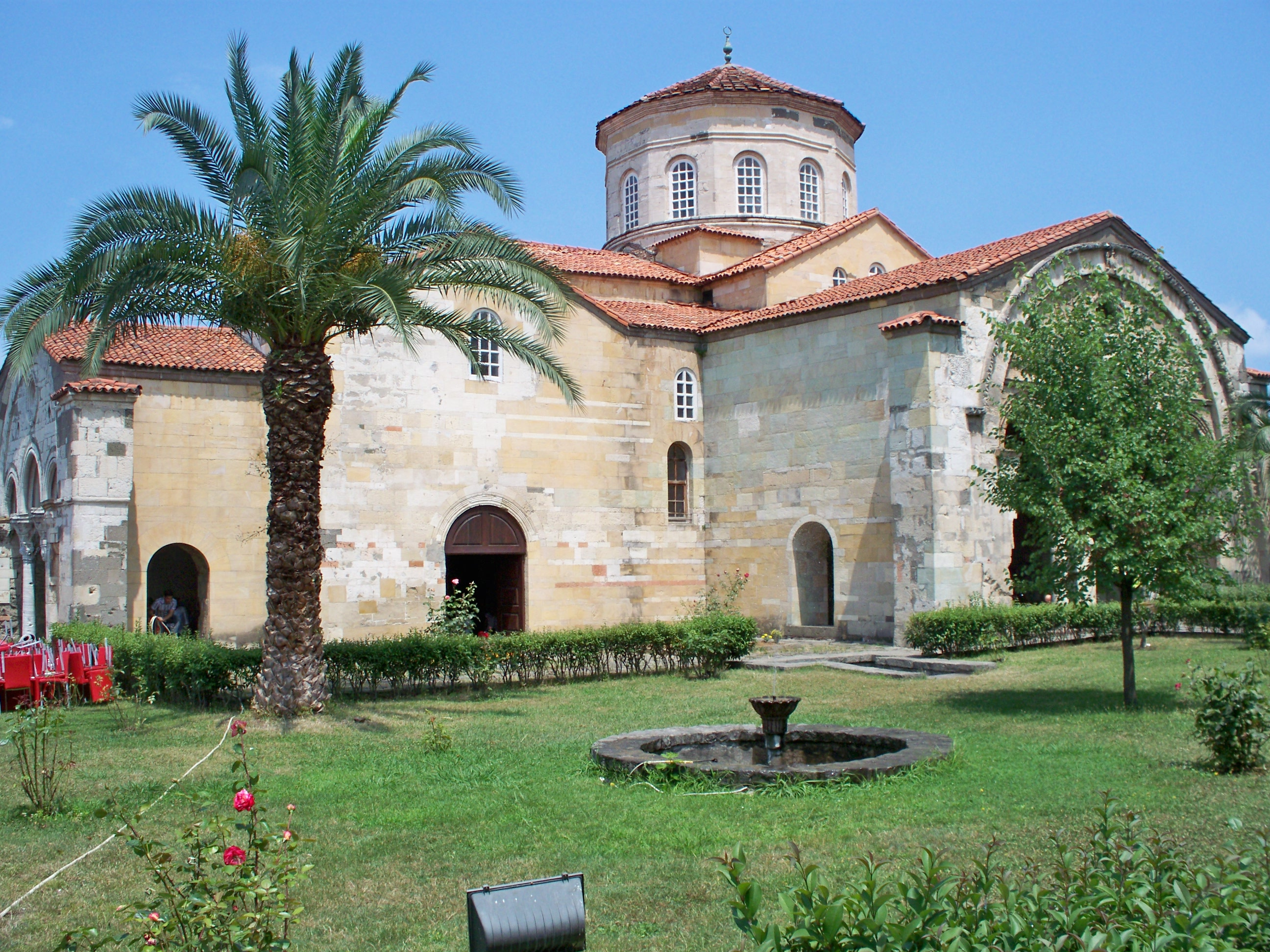
Chrám Boží moudrosti (Hagia Sofia)

Císařství a jeho hlavní město zažily ve 13. století a na počátku 14. století nebývalý hospodářský a kulturní rozkvět, jehož výrazem se stala výstavba chrámu Boží moudrosti v Trapezuntu, stojícího dodnes. Císaři však po bitvě u Köse Dağ v roce 1243 museli uznat vazalský poměr k říši mongolských Ílchánů, podobně jako sousední seldžucké státy.

### Zánik

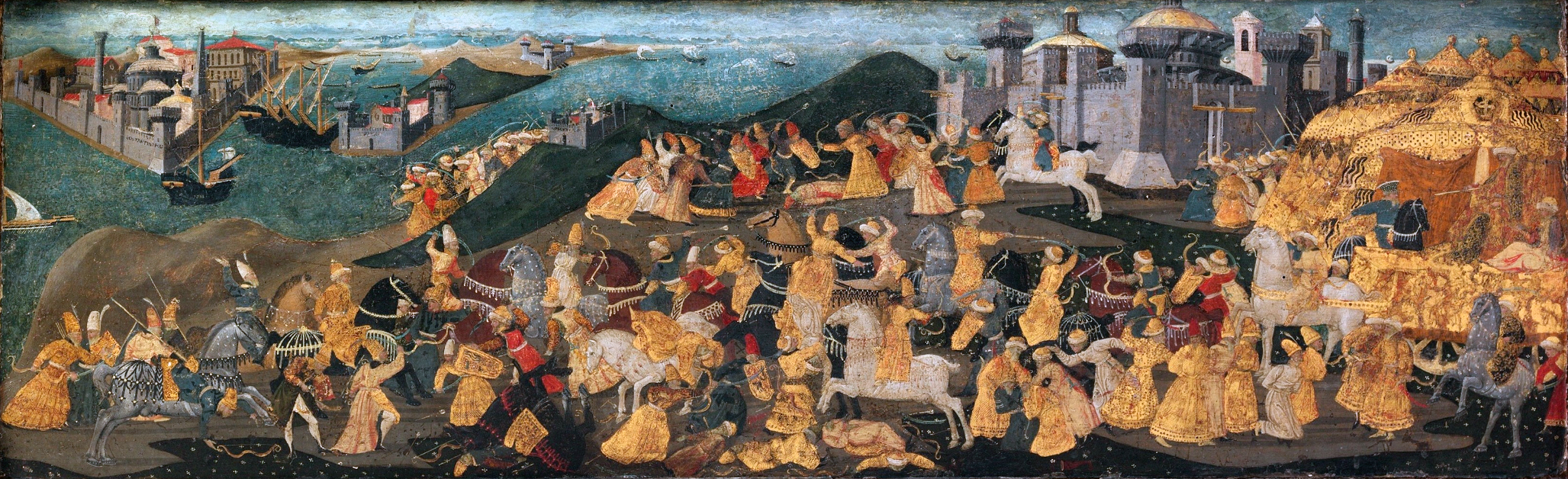
Dobytí Trapezuntu (připisované Giovannimu di Tommaso)

Po dobytí Konstantinopole roku 1453 bylo jisté, že bude jen otázkou času, kdy také ostatní státy v regionu padnou do rukou osmanského sultána. V roce 1437 cestovatel Pero Tifur zaznamenal, že Trapezunt disponuje armádou o síle jen zhruba 4 000 mužů. První pokus o dobytí Trapezuntu zahájil Murad II. roku 1442, kdy chtěl město napadnout z moře, ale příliš velké vlny zabránily dostatečnému přiblížení se k pevnině. Další pokus, roku 1456, byl proveden po souši a rovněž skončil neúspěchem, ovšem i přesto získali útočníci mnoho zajatců a nemalou válečnou kořist. Definitivní konec přišel v létě roku 1461, kdy Mehmed II. napadl město z okolních kopců a po měsíčním obléhání Trapezunt dobyl.

## Seznam trapezuntských císařů

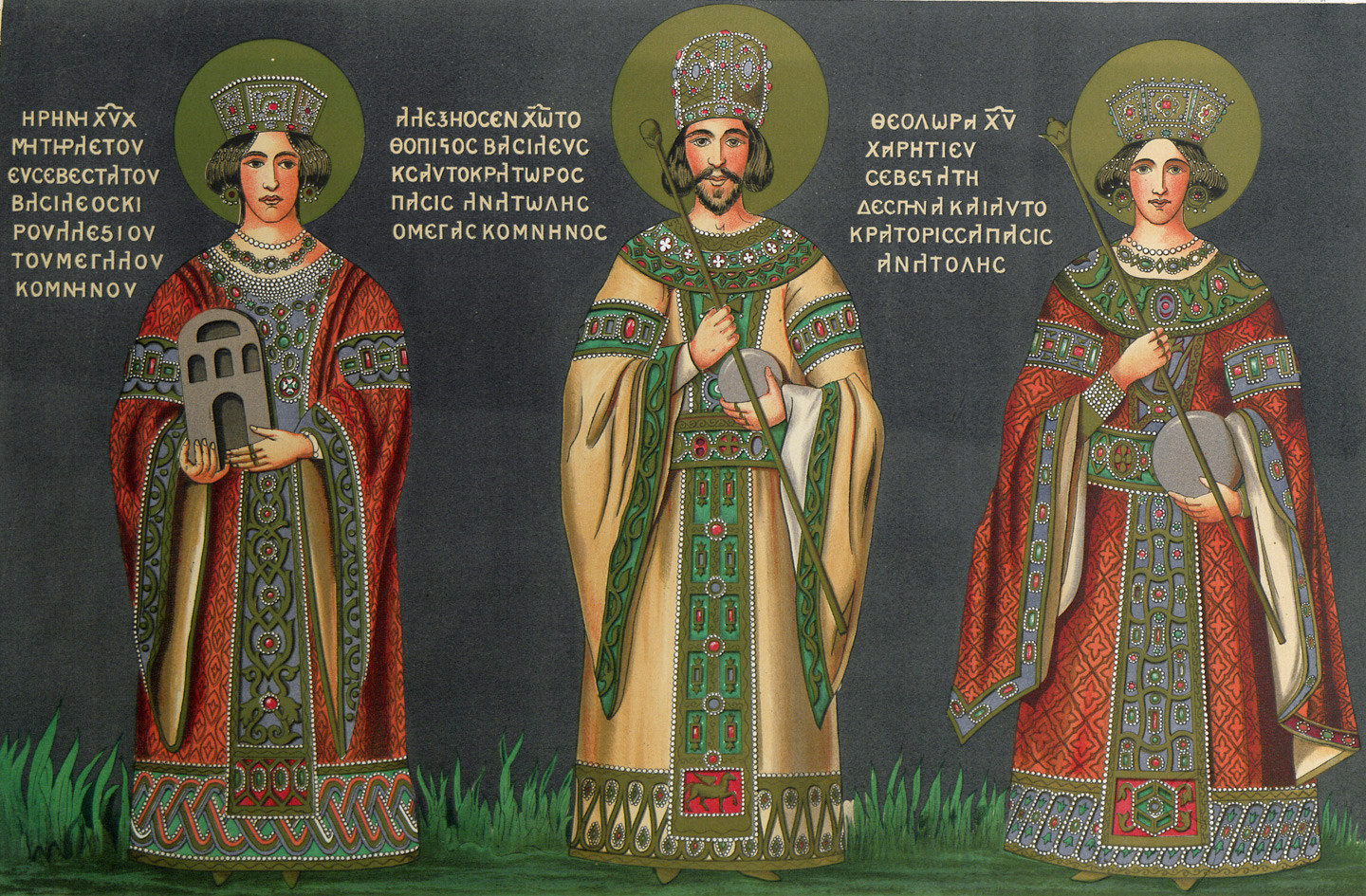
Alexios III. Megas Komnenos s manželkou Theodorou a svou matkou Eirenou, kopie zničené fresky, klášter Panagia Theoskepastos

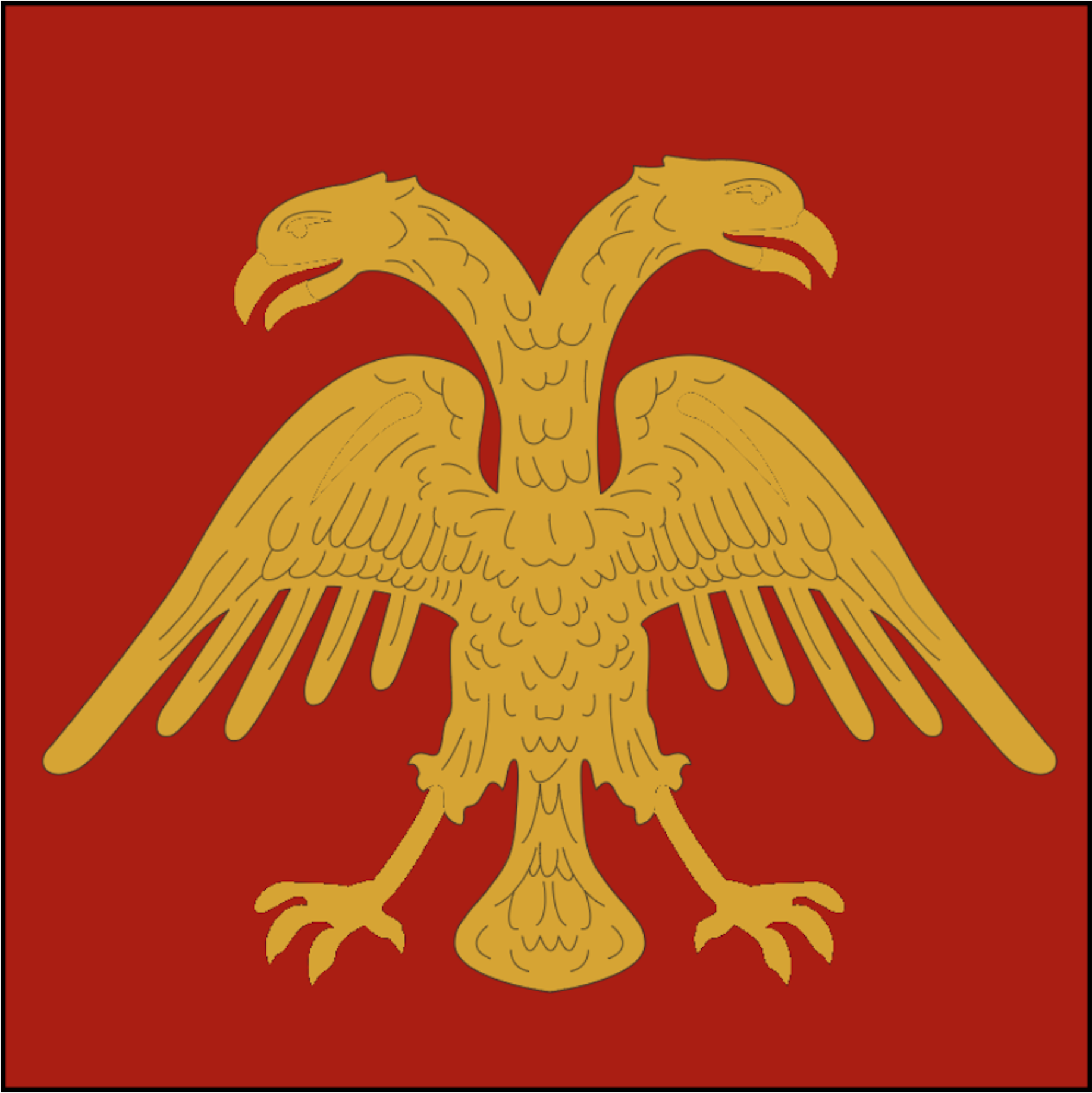
Císařský dvouhlavý orel, trapezuntská vlajka dle Katalánského atlasu (1375)

- Alexios I. Megas Komnenos (1204–1222)
- Andronikos I. Gidos (1222–1235)
- Jan I. Axuchos Megas Komnenos (1235–1238)
- Manuel I. Megas Komnenos (1238–1263)
- Andronikos II. Megas Komnenos (1263–1266)
- Georgios Megas Komnenos (1266–1280)
- Jan II. Megas Komnenos (1280–1284)
- Theodora Megale Komnene (1284–1285)
- Jan II. Megas Komnenos (podruhé, 1285–1297)
- Alexios II. Megas Komnenos (1297–1330)
- Andronikos III. Megas Komnenos (1330–1332)
- Manuel II. Megas Komnenos (1332)
- Basileios Megas Komnenos (1332–1340)
- Irene Palaiologina (1340–1341)
- Anna Anachutlu Megale Komnene (1341)
- Michael Megas Komnenos (1341)
- Anna Anachutlu Megale Komnene (podruhé, 1341–1342)
- Jan III. Megas Komnenos (1342–1344)
- Michael Megas Komnenos (podruhé, 1344–1349)
- Alexios III. Megas Komnenos (1349–1390)
- Manuel III. Megas Komnenos (1390–1416)
- Alexios IV. Megas Komnenos (1416–1429)
- Jan IV. Megas Komnenos (1429–1459)
- David Megas Komnenos (1459–1461)